# Juh
Juh je priimek v Sloveniji, ki ga je po podatkih Statističnega urada Republike Slovenije na dan 1. januarja 2010 uporabljalo 65 oseb.

## Znani nosilci priimka
- Boris Juh (*1935), igralec (gledališki in filmski)
- Janez Juh, TV režiser
- Leon Juh (1929 - ?), kulturni delavec
- Polona Juh (*1971), igralka